# Аракава (река)
Аракава (яп. 荒川) — река на острове Хонсю, Япония. Протекает по территории префектур Токио и Сайтама.
Длина реки составляет 173 км, на территории её бассейна (2940 км²) проживает около 9,8 млн человек. Согласно японской классификации, Аракава является рекой первого класса.
Река берёт своё начало на склонах горы Кобусигатаке в префектуре Сайтама, недалеко от истока в неё впадают реки Обора (大洞川), Накацу (中津川) и Акабира (赤平川). Далее Аракава протекает на север через впадину Титибу и ущелье Нагаторо. В посёлке Йории она поворачивает на юго-восток и выходит на равнину Канто. Река огибает плато Мусасино с северо-востока и течёт через центральную часть префектуры Сайтама. В городе Ирума в неё впадают Итино (市野川) и Ирума (入間川), после чего она протекает по низменности, лежащей между префектурами Сайтама и Токио. В районе Токио Кита от Аракавы ответвляется река Сумида, после чего обе впадают в Токийский залив.
По состоянию на 1985 год 48,2 % бассейна реки занимают леса, 26,5 % застроено, 5,1 % занимают рисовые поля, 6,5 % — прочие сельскохозяйственные земли, 4,0 % — водная поверхность.
Среднегодовой расход воды составляет 26,4 м³/с (Йории).